# Schrat

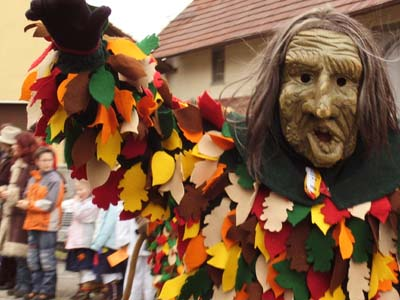
Waldschratkostüm (Narrenzunft Wald-Schrat Raderach, 2006)

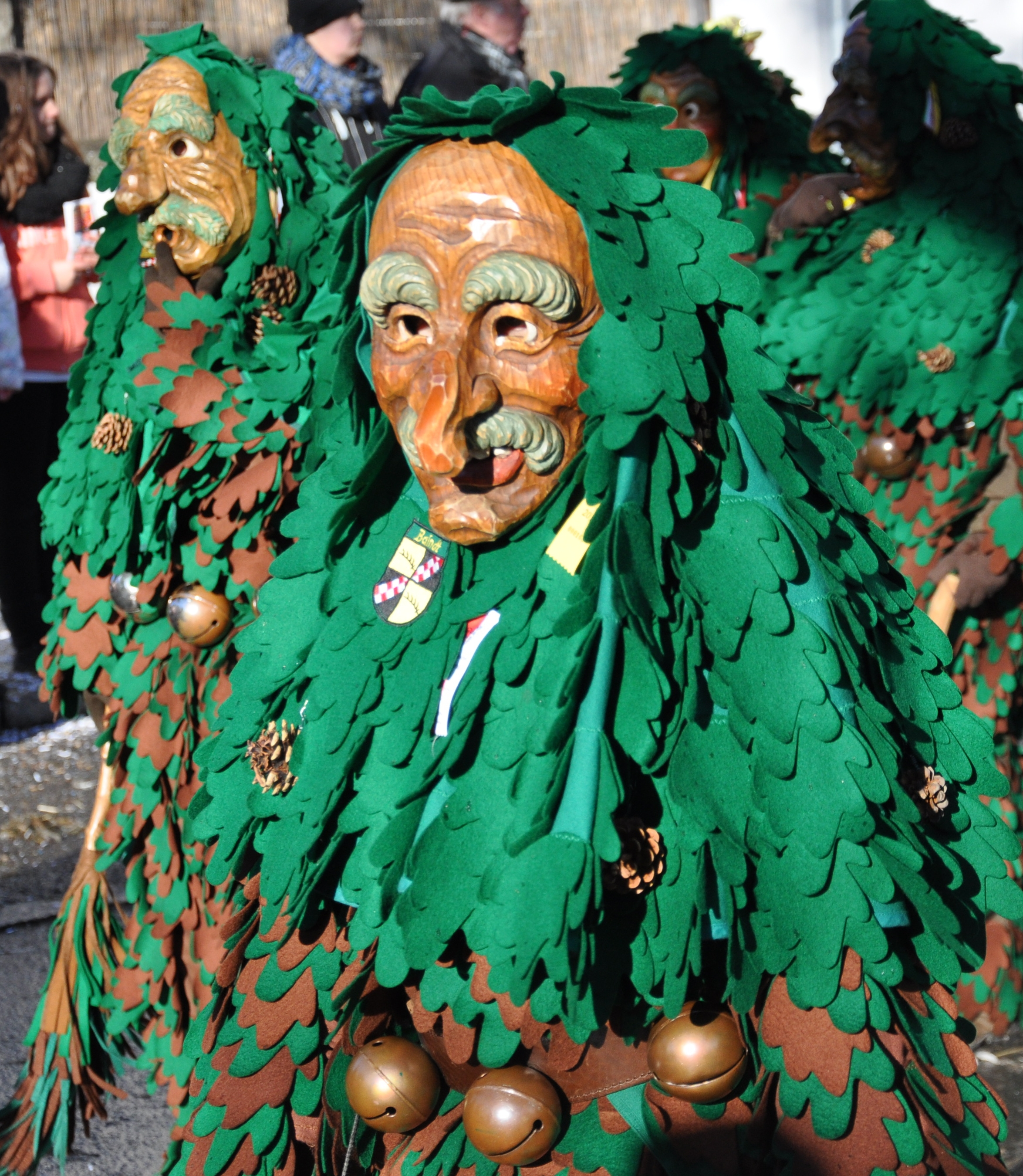
Waldschratkostüme (Narrenzunft Raspler Baindt, 2014)

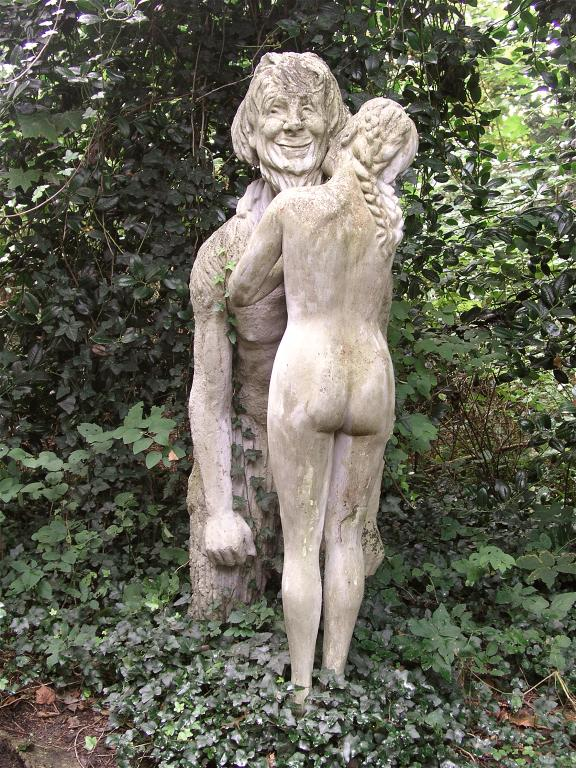
Schrat-Skulptur in Thieles Garten, Bremerhaven (2006)

Schrate (in Bayern und Österreich auch Schrazen) gelten als eine Art von Naturgeistern. Je nach ihrem Lebensraum können sie auch als Wald-, Bach- oder Wiesenschrate etc. benannt werden.

## Etymologie
Die genaue Etymologie des Wortes Schrat ist unklar, aber wahrscheinlich ist das Wort germanischen Ursprungs. Im deutschsprachigen Raum findet man es zum Beispiel im mittelhochdeutschen Schraz, Schrate, oder im althochdeutschen scratto. Die altnordische Form ist skrat(t)i („Zauberer“, „Riese“), die isländische skratti („Teufel“), vatnskratti („Wassergeist“), die schwedische skratte (Narr, Zauberer, Teufel) und die neuenglische (dial.) scrat („Teufel“). Aus dem Deutschen fand der Schrat seinen Weg in die slawischen Sprachen, zum Beispiel polnisch (vor 1500) skrzat und skrzot („Hausgeist“, „Zwerg“), tschechisch skřet, skrátek, skřítek („Kobold“, „Gold bringender Teufel“) und slowenisch škrat, škratek, škratelj („Kobold“, „Bergmännchen“), škratec („Windwirbel“, „Weichselzopf“).
Der Landschaftsname des Schraden (am Rand der Niederlausitz) wird dort volksetymologisch in diesem Zusammenhang erklärt.
Ein kleiner Schrat wird auch Schretel oder Schräzel genannt. Weibliche Waldschrate stellen die „Schrätteli“ dar, die dem Volksmund nach Albträume verursachen. Der Apotheker und Volkskundler Walther Zimmermann zeichnete  auf sein Exlibris einen Schrätteli-Fuß am historischen  Mörser.
Heute wird der Begriff umgangssprachlich als Bezeichnung für einen ungepflegten, äußerlich verwildert wirkenden Menschen verwendet, im bairischen Sprachraum hingegen vor allem für ungezogene Kinder.

## Charakteristika
Ausgehend von der Etymologie handelt es sich bei dem Schrat um „ein menschen- (oder tier-) ähnliches Geistwesen, das im Walde haust, den Albdruck verursacht, und das in Masken nachgeahmt wird“. Später wird der Schrat noch um die Bedeutung Kobold erweitert. In Kärnten soll ein Schrat eine Art Hausgeist bezeichnen.
Anders als Elfen und die geselligen Bergmännlein sind Schrate Einzelgänger.